# Mario Filippo
Mario José Filippo (3 agosto 1919 – ...) è stato un calciatore argentino, di ruolo difensore.

## Caratteristiche tecniche
Giocava come difensore sinistro.

## Carriera

### Club
Filippo esordì nel calcio professionistico argentino con il River Plate, della cui rosa fece parte nelle stagioni 1939 e 1940. Nel corso di questi due campionati ottenne 13 presenze, senza alcuna rete segnata. Passò poi al Lanús: con la formazione dalla maglia granata rimase per sei annate, superando le 170 presenze in massima serie con il club. Si mise in evidenza con la squadra specialmente nella Primera División 1944: la qualità delle sue prestazioni venne sottolineata dalla rivista El Gráfico. Lasciato il Lanús si trasferì al Racing di Avellaneda, dove trovò poco spazio: le 7 partite nella stagione 1948 furono le sue uniche con la maglia bianco-azzurra, giacché nel 1949 venne ceduto al Ferro Carril Oeste. Lì ritrovò una maggiore continuità, e raccolse 59 partite in massima serie, che andarono ad aggiungersi alle 194 già collezionate. Concluse la carriera dopo aver disputato la Primera División 1951 con l'Atlanta. In totale conta 268 partite in massima serie argentina.